# إدينجتونيت
الإدينجتونيت (بالإنجليزية: Edingtonite)‏، هو معدن أبيض، رمادي، بني، وردي، أصفر، أو عديم اللون من ضمن معادن الزيوليت يشتمل على سليكات الألومنيوم والباريوم المهدرتة، صيغته الكيميائية هو BaAl2Si3O10·4H2O. حسب بعض المصادر التي ذكرت بأن هذا المعدن سُمي على اسم جيمس إدينجتون وهو جامع معادن اسكتلندي بينما تذكر مصادر أخرى بأنها سُميت نسبةً إلى توماس إدينجتون وهو جيولوجي وعالم معادن اسكتلندي.